# Русаны (Дубровенский район)
Русаны (бел. Русаны́) — деревня в Дубровенском районе Витебской области Республики Беларусь. В составе Волевковского сельсовета.

## География
Ближайшие населённые пункты Лавки, Ростково и др.

## История
В 1910 году в Холбнянской волости Горецкого уезда Могилёвской губернии.
До 16 сентября 1960 года деревня входила в состав Ростковского сельсовета, до 8 апреля 2004 года — в составе Зарубского сельсовета.

## Население

### Численность
- 1999 год — 10 человек

### Динамика
- 1857 год — 132 человек[5]
- 1910 год — 39 дворов, 164 муж., 149 жен.[2]
- 1999 год — 10 человек (перепись населения)